# Феклюнин, Александр Николаевич
Александр Николаевич Феклюнин — советский деятель госбезопасности, генерал-майор.

## Биография
Родился в 1921 году в селе Солнцовка. Член КПСС.
Окончил Бакинскую школу МГБ СССР, Воронежский государственный университет.
Участник Великой Отечественной войны: краснофлотец 2-й роты 2-го морского полка ЧФ, участник боевых действиях в районе Очаково и Севастополя.
В 1942—1961 гг. — начальник паспортного стола Уваровского районного отдела Управления НКВД Тамбовской области, оперуполномоченный — начальник 2-го отдела Управления НКГБ-МГБ-МВД-КГБ при СМ СССР по Тамбовской области.
В 1961—1965 гг. — заместитель начальника, в 1965—1972 гг. — начальник Управления КГБ при СМ СССР по Архангельской области.
В 1972—1978 гг. — начальник Управления КГБ при СМ УССР по Черкасской области.
Делегат XXV съезда КПСС.
Умер в 1998 году в Дедовске.

## Награды
- Орден Отечественной войны I степени
- Орден Красной Звезды
- Орден Знак Почёта